# عائلة ريزوتو الإجرامية
عائلة ريزوتو هي عائلة إجرامية إيطالية كندية وواحدة من المافيا الرئيسية في مونتريال التي يغطي نفوذها معظم جنوب كيبيك وأونتاريو. يتزعم العائلة فيتو ريزوتو.
يعتبر مكتب التحقيقات الفيدرالي أن عائلة ريزوتو مرتبطة بعائلة بونانو، في حين تعتبرها السلطات الكندية عائلة جريمة منفصلة ومستقلة. وقد كانت عائلة ريزوتو جزأً من عائلة كوتريني الإجرامية القوية في مونتريال إلى أن اندلعت حرب داخلية بين أفرادها اضطرت بعدها ريزوتو تشكيل منظمة خاصة بها.